# John Smyth
John Smyth (né v. 1570 à Sturton le Steeple, dans le Nottinghamshire, en Angleterre et mort le 28 août 1612 à Amsterdam, Provinces-Unies) fut un pasteur anglais anglican, chrétien baptiste, puis mennonite et un défenseur du principe de la liberté religieuse. De nombreux historiens considèrent John Smyth comme l’un des principaux fondateurs du christianisme baptiste.

## Biographie
Smyth naît orphelin en 1570 à Sturton le Steeple, Nottinghamshire, Angleterre. Il a fait ses études au Christ's College. Il est ordonné comme prêtre anglican en 1594 en Angleterre. 

### Ministère
Peu de temps après son ordination, il souhaite opérer un retour à la foi de l'église primitive.  En raison de ses convictions partagés avec les puritains et congrégationalistes, il rompt avec l'église anglicane et s'exile en 1607 pour les Provinces-Unies (Pays-Bas actuels) avec Thomas Helwys et d'autres croyants qui ont les mêmes positions bibliques .
C'est aux Pays-Bas que Smith découvre la théologie anabaptiste et en retient les principes, notamment sur le baptême du croyant par immersion, opposé au baptême des enfants et le mémorial de la Cène, opposé à  la consubstantiation et la transsubstantiation . 
Au début, Smyth s'alignait fermement sur l'héritage anglican. Au fil du temps, il proposa diverses réformes en lien avec les principes de l'anabaptisme.
En 1608, il publie The Differences of the Churches, dans lequel il explique les caractéristiques d'une église biblique :
En premier, Smyth insista sur le fait que le vrai culte venait du cœur et qu’il ne devrait pas y avoir d’autres livres que la Bible lors du culte. Prier, chanter et prêcher devraient être uniquement spontanés. Il ne faisait pas de lecture de la traduction de Bible durant le culte, préférant la version en langue originale.
Deuxièmement, il y avait un seul type d’ancien qui était le pasteur et une église pouvait avoir plusieurs pasteurs.
Troisièmement, le soutien financier de l’église devrait venir uniquement des membres et non du gouvernement, parce que cela signifierait leur donner le contrôle sur l’église. 
En 1609, comme il n'y avait pas d'autres ministres pour administrer le baptême, Smyth se baptisa lui-même, et avec Thomas Helwys il baptisa les fidèles de l'église. Ainsi est fondée la première église baptiste d’Amsterdam en 1609.
En février 1610, Smyth et d'autres membres de l'église ont écrit une lettre à une communauté mennonite de Waterland (commune) pour joindre leur mouvement,. Cela eut pour effet son excommunication de l’église par Thomas Helwys. Smyth ainsi qu’une partie de l’église se joignirent à une église mennonite, tandis qu’Helwys et une autre partie de l’église retournèrent en Angleterre pour y fonder la première église baptiste permanente, en 1612.

## Fin de vie
Il décède le 28 août 1612 à Amsterdam.